# Casa de la Vila (Collbató)
La Casa de la Vila és una obra de Collbató (Baix Llobregat) protegida com a Bé Cultural d'Interès Local.

## Descripció
Es tracta d'un edifici de planta rectangular amb escala central i il·luminació a través d'una torratxa quadrada que sobresurt de la teulada a dues aigües (la torre a quatre). Al primer pis té balcons i al segon finestres amb arc de mig punt. Al darrere de la casa hi ha un pati enjardinat.

## Història
Va ser construïda a finals del segle xix. Ja en el s. XX a Collbató proliferen les segones residències, en la primera època la Família Nolla, enriquits a Cuba, adquireixen l'actual casa de la Vila. Elies Rogent al contraure matrimoni amb la pubilla d'Esparreguera, la família li cedeix el mas de Collbató: Can Rogent.
Inicialment era una casa de vacances d'una família benestant de Barcelona, adquirida l'any 1975 per l'Ajuntament de Collbató per col·locar-hi els seus serveis. El projecte de reforma és de 1975 i la obra de 1976-77.